# Kayleigh Leith
Kayleigh Leith (Pittsburgh, Verenigde Staten van Amerika) is een Amerikaanse zangeres.

## Biografie
Ze studeerde muziek en theater in Las Vegas. Ze keerde terug naar Pennsylvania. Hier begon Keyleigh Leith met het schrijven van haar eigen liedjes. Ze trad op in een Amerikaans koffiehuis. Ze leefde ook nog in New York.
Ze spaarde het budget bij elkaar om haar liedjes op te kunnen nemen. Kayleigh Leith verbleef in 2010 een maand in New York om daar in de Cutting Room Studio’s haar debuutalbum op te nemen met onder andere de drummer Shawn Pelton, en Multi-instrumentalist Thad deBrock. Het album is in 2011 afgemixt in Nashville en is op 28 oktober wereldwijd uitgebracht in samenwerking met Suburban Distribution.
Haar eerste album heeft goede recensies gehad in o.a. Nederland, België, Zweden, Duitsland en Engeland. Ook in de Verenigde Staten is Kayleigh niet onopgemerkt gebleven.
De video van haar eerste single Stand up Straight werd opgepikt door de websites Todays country musicvideos.com en Yallwire.com, waar het nummer zelfs enkele weken op nummer één stond.
In 2012 was Kayleigh Leith te horen bij Giel Beelen op 3FM en het TROS Muziekcafé. Ook stond ze op de NS/3FM Serious Request Fair in Leiden. In het verleden stond ze al op de podia van o.a. 013, Mezz en Bevrijdingsfestival Zwolle.

## Discografie
- Debuutalbum "Miles Away" Oktober 2011

## Singles
- Stand up Straight, 2011